# Isolotti dei Sorci (Sebenico)
Gli isolotti dei Sorci o scogli Missiach  o Misciach (in croato: Mišjak Veli e Mišjak Mali) sono due isolotti della Croazia, situati di fronte alla costa dalmata a ovest di Sebenico; fanno parte dell'arcipelago omonimo. Amministrativamente appartengono alla regione di Sebenico e Tenin come frazione del comune di Sebenico.

## Geografia
Gli isolotti sono situati nel canale di Capri (Kaprijski kanal) a sud di Smolan, a sud-est di Capri e a nord-est di Zuri.
- Sorcio Grande[7] o Misciach grande[5] (Mišjak Veli), si trova 840 m[1] circa a est di capo Lemene[4][5] (rt Lemeš), la punta meridionale di Capri segnalata da un faro; ha una lunghezza di circa 1 km[1], una superficie di 0,349 km²[8], uno sviluppo costiero di 2,66 km[8] e un'altezza di 62,2 m[1].
- Sorcio Piccolo[9] o Misciach piccolo[5] (Mišjak Mali), è situato 640 m[1] a est di Sorcio grande; è lungo circa 1 km[1], ha una superficie di 0,32 km²[8], uno sviluppo costiero di 2,45 km[8] e un'altezza massima di 40 m[1].

### Isole adiacenti
- Scoglio Sorzo[3] (Gumanac), piccolo scoglio rotondo 320 m[1] a nord-ovest di Sorcio Grande; ha un'area di 2758 m²[10] 43°40′31″N 15°43′50″E.
- Cragliac[11], Gragliac[2], Cravliach[3] o Cavliach[4][5] (Kraljak), piccolo isolotto 870 m[1] a nord di Sorcio Grande; ha una superficie di 0,058 km²[8], uno sviluppo costiero di 0,95 km[8] e un'altezza di 14 m[1] 43°41′01″N 15°44′06″E.
- Zoccolo[12], Zoccol[4], Socol[3] o Zocol[5] (Sokol), scoglio a est di Sorcio Piccolo, a circa 1,8 km[1] di distanza; misura circa 200 m[1] di lunghezza, ha un'area di 0,018 km²[10], la costa lunga 535 m[10] ed è alto 11 m[1] 43°40′04″N 15°48′38″E.
- Rauna Grande (Ravan) e Rauna Piccolo (Ravna Sika), a sud di Sorcio Grande.
- Blitvanizza[5][13] (Politrenica), piccolo scoglio 390 m[1] circa a nord-ovest di Rauna Grande; ha un'area di 2926 m²[10] 43°39′44″N 15°43′57″E.

### Cartografia
- (HR) Mappa topografica della Croazia 1:25000, su preglednik.arkod.hr. URL consultato il 15 giugno 2017.
- G. Giani, Carta prospettiva delle Comuni censuarie della Dalmazia, foglio 6, 1839. Fondo Miscellanea cartografica catastale, Archivio di Stato di Trieste.
- Carta di cabottaggio del mare Adriatico, foglio VII, Milano, Istituto geografico militare, 1822-1824. URL consultato il 29 dicembre 2016 (archiviato dall'url originale il 13 aprile 2013).